# Pol Pla Vegué
Pol Pla Vegué   (Barcelona, 18 de febrer de 1993) és un jugador de rugbi a set català. Va competir amb la selecció espanyola de rugbi a set als Jocs Olímpics d'estiu de 2016. També va formar part de l'equip que va guanyar l'últim lloc de classificació per als Jocs Olímpics a Mònaco.
Va aconseguir la categoria de core team amb la selecció nacional per al world rugby seven sèries el 2017 i fins a l'actualitat, després de guanyar el torneig classificatori de Hong Kong. És el jugador de la selecció espanyola amb més marques a les sèries mundials de rugbi seven de la història.
La germana gran de Pla, Bárbara també va competir als Jocs Olímpics amb la selecció espanyola femenina de sevens.